# Hilde Hefte
Hilde Hefte (Kristiansand, Noorwegen, 1 september 1956) is een Noorse jazzzangeres.

## Biografie
Hefte speelde op jonge leeftijd tien jaar lang saxofoon en klarinet, waarbij ze les kreeg van haar vader. Ze studeerde piano en zang aan het Barratt Due Institute of Music in Oslo, Noorwegen. Tevens heeft ze les gehad als actrice aan een theaterschool en heeft ze rollen gespeeld in Agder Teater en andere plaatsen, waaronder in stukken als Fugleelskerne van Jens Bjørneboe, en Piaf van Pan Gam. Ze heeft verder enkele jaren muziekles gegeven aan Agder musikkonservatorium. Hierna begon ze een loopbaan als fulltime muzikante.
Haar debuutalbum Round Chet's Midnight kwam uit in 1999, en kreeg goede recensies, bijvoorbeeld in Down Beat Magazine: "She's making waves on the Norwegian scene."
Hierna volgden meer albums onder haar naam, die eveneens goed werden ontvangen. Een van die albums, Hildes BossaHefte, is in het Noors. In 2007 bracht ze een live-album uit met het Prague Philharmonic Orchestra.
Hefte schrijft haar eigen composities. Ze wordt ook wel ingezet om muziek te componeren en arrangeren voor (lokale) theaterproducties.
Hilde richtte in 2003 Norsk Jazzforlag op, en een jaar later het platenlabel Ponca Jazz Records.

## Discografie

### Solo-albums
- 1999: Round Chet's Midnight (Hot Club Records)
- 2001: Playsong – The Music of Bill Evans (Hot Club Records)
- 2003: Hildes bossaHefte (Hot Club Records)
- 2006: On The Corner (Ponca Jazz Records)
- 2007: An Evening in Prague (Ponca Jazz Records)
- 2013: Short Stories (Ponca Jazz Records)
- 2014: Memory Suite (Ponca Jazz Records), Japanse release

### Samenwerkingen
- 1997: Kråka Knas
- 2000: Violin (Ola Kvernberg)
- 2002: Spor.sorland
- 2002: Nice But Easy (Kultur & Spetakkel), met Paul Weeden
- 2003: The Next Step (Hot Club Records), met Jon Larsen
- 2006: Jazz Collection 1 (Ponca Jazz Records), met verschillende artiesten
- 2008: Vi Aner Deg
- 2009: Fight Apathy
- 2011: Bossa Nova Around The World (Putamayo Records), wereldwijde release